# Tocro front-roig
El tocro front-roig (Odontophorus erythrops) és una espècie d'ocell de la família dels odontofòrids (Odontophoridae) que habita la selva humida de l'oest de Colòmbia i l'oest de l'Equador.